# Хейда, Збынек
Збынек Хейда, также Збынек Гейда (чеш. Zbyněk Hejda; 2 февраля 1930, Градец-Кралове — 16 ноября 2013, Прага) — крупнейший чешский поэт последней трети XX века, прозаик, переводчик и правозащитник.

## Биография
Родился в старинном городе восточной Богемии, недалеко от границы с Моравией. Детство провел в деревне Horní Ves (край Высочина). Отец — коммунист, в 1938 был исключен из партии за симпатии к книге Андре Жида Возвращение из СССР, в 1939 расстрелян гестапо.
В 1947 Збынек Хейда вступил в КПЧ. Изучал искусствоведение, философию и историю в Карловом университете в Праге (1949—1953). Хотел заниматься гуситами, но оставлен ассистентом на кафедре истории рабочего движения. В 1958 отстранён от должности за критику вторжения советских войск в Венгрию в 1956 году. Тогда же его стихи были опубликованы в моравском литературном журнале Host do domu, издававшемся в Брно (в 1969 был закрыт властями). Вместе с Вацлавом Гавелом и др. издавал либеральный журнал Лицо, влиятельный в 1960-е годы.
В 1969 — фактически автором единственной книги — был принят в Союз писателей, где занял независимую позицию. В 1970, после его резко-критических откликов на вторжение СССР в Чехословакию, положившего конец Пражской весне, потерял возможность публиковаться в открытой печати; в 1977, после подписания им Хартии-77, был лишён места в пражском букинистическом магазине. Работал дворником, находился под наблюдением спецслужб, печатался только в самиздате и за рубежом. Переводил стихи Эмили Дикинсон, Георга Тракля, Готфрида Бенна. В 1985 вошёл в редколлегию журнала «Центральная Европа», начинавшегося как самиздатский. Сотрудничал с самиздатским журналом Яхима Топола и др. Revolver Revue.
После Бархатной революции стал широко публиковаться. В 1996 было издано полное собрание его стихотворений. Преподавал историю литературы на медицинском факультете Карлова университета. В июне 2006 присутствовал на III фестивале поэзии стран Вышеградской группы и России в Москве.
После ареста в декабре 2010 белорусского поэта и общественного деятеля Владимира Некляева посвятил ему стихотворение Такая старая игра….

## Книги
- И все здесь наполнено музыкой / A tady všude muziky je plno (1963, библиофильское издание, переизд. 1979 в самиздате, в открытой печати — 1993)
- Само блаженство / Všechna slast (1964)
- Соседство смерти / Blízkosti smrti (1978, самиздат; 1985 — Мюнхен, 1992 — Прага)
- Леди Фелтэм / Lady Felthamová (1979, самиздат; 1987 — Париж, на двух языках, 1992 — Прага; в книге использована фантастическая география, в частности — образ Богемии как южной страны у моря, из драмы Шекспира Зимняя сказка)
- Три стихотворения / Tři básně (1987, самиздат)
- Отпуск в санатории / Pobyt v sanatoriu (1993)
- Я никого там не встречу / Nikoho tam nepotkám (1994)
- Меланхолический вальс / Valse mélancolique (Брно, 1995)
- Básně (1996, собрание стихотворений)
- Překlady (1998, переводы)
- Дорога к Церекви / Cesta k Cerekvi (2004, проза)
- Сны / Sny (2007, проза)

## На русском языке
- Збынек ГЕЙДА — Стихи (Перевод с чешского С. Скорвида, Т. Миловой) (Некоммерческое электронное издание. «Im Werden Verlag», 2007.)

## Признание
Премия журнала Revolver Revue (1987). Премия Тома Стоппарда (Стокгольм, 1989). Премия Ярослава Сейферта (1996, вместе с поэтом и переводчиком Йиржиной Хауковой). Поэзия Хейды переведена на основные европейские языки.